# 塞维科德拉托雷
塞维科德拉托雷，是西班牙卡斯蒂利亚-莱昂帕伦西亚省的一个市镇。 总面积51平方公里，总人口648人（2001年），人口密度13人/平方公里。